# Philip Rivers
Philip Michael Rivers (Decatur, 8 dicembre 1981) è un ex giocatore di football americano statunitense che ha militato nel ruolo di quarterback nella National Football League (NFL).
Fu scelto come quarto assoluto nel Draft NFL 2004 dai New York Giants, che lo cedettero ai San Diego Chargers in cambio della prima scelta assoluta, il quarterback Eli Manning. Rivers fu selezionato al Pro Bowl otto volte e nel 2013 fu nominato NFL Comeback Player of the Year. Al college ha giocato a football alla North Carolina State University.

## Carriera universitaria
Dopo aver giocato alle scuole superiori con Athens High School, Philip all'università giocò con i North Carolina State Wolfpack, squadra rappresentativa dell'Università statale della Carolina del Nord, stabilendo il record dell'Atlantic Coast Conference in passaggi effettuati e il record NCAA in passaggi completati consecutivi con 51.
Riconoscimenti vinti:
- Giocatore dell'anno della ACC (2004)
- ACC Rookie dell'anno (2000).

## Carriera professionistica

### Draft 2004
Rivers era inizialmente ritenuto una delle potenziali prime scelte del Draft del 2004, grazie all'estrema accuratezza nei passaggi messa in mostra al college. A causa dei suoi movimenti poco ortodossi nei lanci e di una massa muscolare non ritenuta all'epoca sufficiente, slittò nelle previsioni degli analisti all'undicesima scelta, detenuta dai Pittsburgh Steelers.
I Chargers optarono per scegliere con la prima scelta assoluta Eli Manning che però fece sapere di non essere intenzionato a giocare con la franchigia, costringendo la squadra quello stesso giorno ad imbastire uno scambio con i New York Giants. Questi con la quarta scelta assoluta selezionarono Rivers, scambiandolo poi con i Chargers per Manning. Tale scelta fu indirizzata dall'allora general manager dei Chargers Marty Schottenheimer, impressionato dalla prestazione di Rivers al Senior Bowl del gennaio precedente.

#### La classe dei quarterback del 2004
Rivers fu uno dei quattro quarterback selezionati al primo giro del draft 2004 in compagnia di Manning, Ben Roethlisberger e J.P. Losman. Manning, Roethlisberger e Rivers furono tutti selezionati per il Pro Bowl una volta diventati titolari, nessuno produsse stagioni con un record negativo fino al 2012, quando Rivers la sperimentò coi Chargers (Manning e Roethlisberger invece ebbero al massimo una stagione da 8-8) e Big Ben e Manning vinsero due Super Bowl a testa. Essi vennero accostati alla classe dei quarterback del 1983, che incluse i quarterback Hall of Famer Dan Marino, John Elway e Jim Kelly.

### San Diego Chargers

#### Stagione 2004
Nel mese di agosto Philip ha firmato un contratto con i San Diego Chargers dalla durata di sei anni da 40,5 milioni di dollari con un bonus alla firma di 14,5 milioni.
Nonostante il sostanzioso contratto firmato da Philip già dalla pre-stagione 2004, egli non riuscì a trovare posto come quarterback titolare, posto detenuto da Drew Brees, che quell'anno ottenne la sua prima convocazione per il Pro Bowl, vincendo a fine anno il premio come NFL Comeback Player of the Year Award.
Il minutaggio di Philip in campo fu di conseguenza molto limitato, vedendo preferito anche il veterano Doug Flutie come seconda scelta dietro Brees.
Con la conquista anticipata dei playoff e del titolo della AFC West, Philip si guadagnò la possibilità di giocare le ultime due partite. Nella prima disputò pochi minuti contro i Kansas City Chiefs mentre nella seconda rimase in campo per due quarti di gara.

#### Stagione 2005

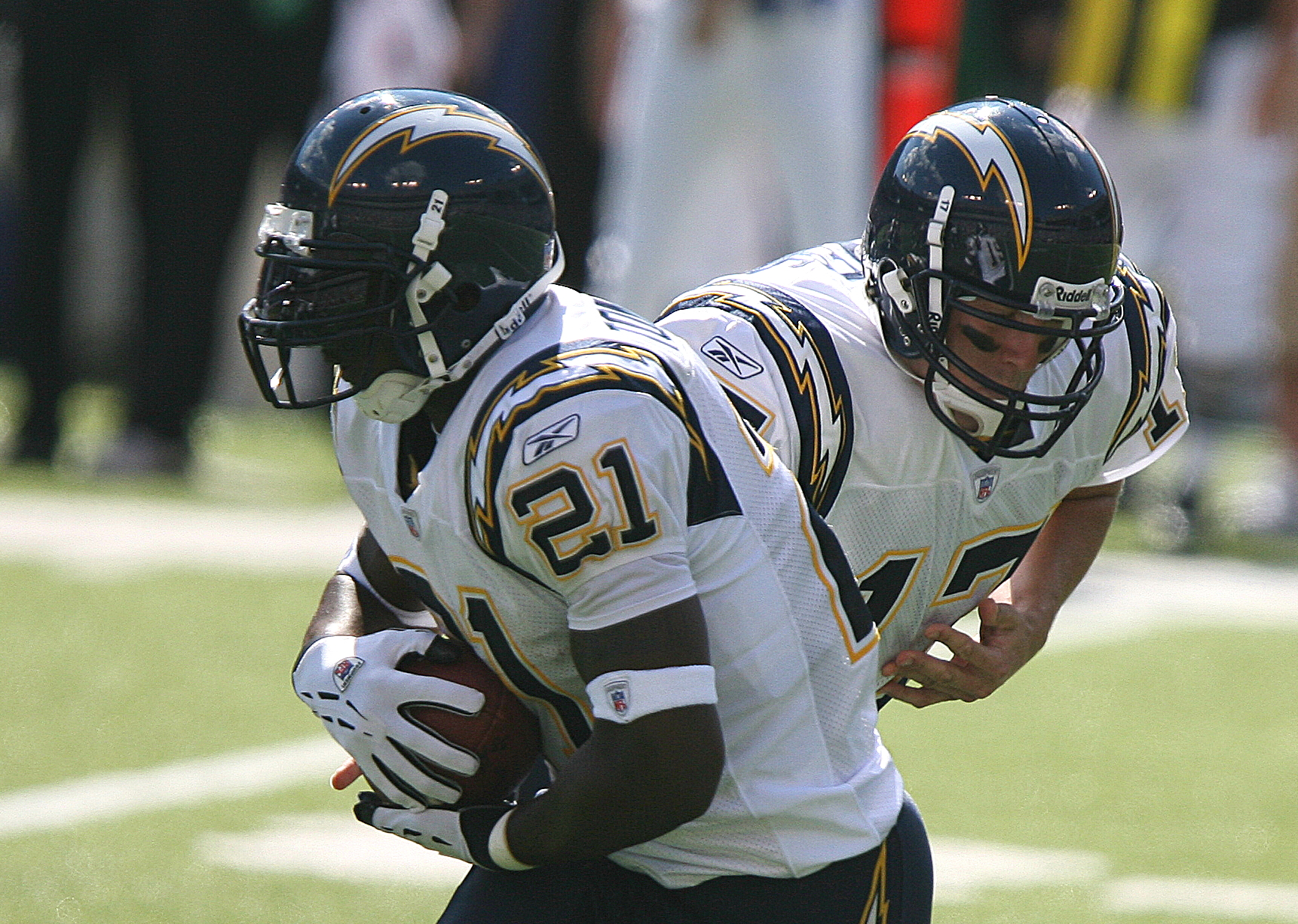
Rivers con LaDainian Tomlinson nel 2006.

All'inizio della stagione 2005, con la partenza di Floutie verso i New England Patriots, Rivers fu promosso come secondo quarterback nelle gerarchie della squadra, dietro a Drew Brees.
Durante una partita contro i Denver Broncos, Brees si infortunò una spalla a causa di un placcaggio del difensore John Lynch. Rivers entrò in campo a metà partita chiudendo con 12 passaggi completati su 22 tentativi per un totale di 115 yard, con un intercetto e due fumble. La partita terminò con la vittoria dei Broncos per 20-7 ma dalla sua entrata in campo, gli avversari segnarono solo quattro punti.

#### Stagione 2006
Dopo l'infortunio di Drew Brees nella partita contro i Broncos, i Chargers scelsero di non rinnovargli il contratto per la stagione 2006, puntando su Rivers come titolare, mentre Brees si accasò ai New Orleans Saints dove ebbe una carriera di successo, guidandoli al loro primo titolo nel 2009.
L'11 settembre Rivers partì per la prima volta in carriera come titolare contro gli Oakland Raiders, chiudendo con 8 passaggi completati su 11 tentativi e un touchdown nella vittoria per 27-0, risultando il miglior quarterback della lega in quel turno con un passer rating di 133,9. Al termine della stagione fu convocato per il suo primo Pro Bowl. I Chargers chiusero con un record di 14-2 ma persero al primo turno di playoff contro i Patriots. Al termine della stagione, a soli 25 anni, fu votato dalla rivista Sports Illustrated come secondo miglior quarterback della lega in quell'annta.

#### Stagione 2007

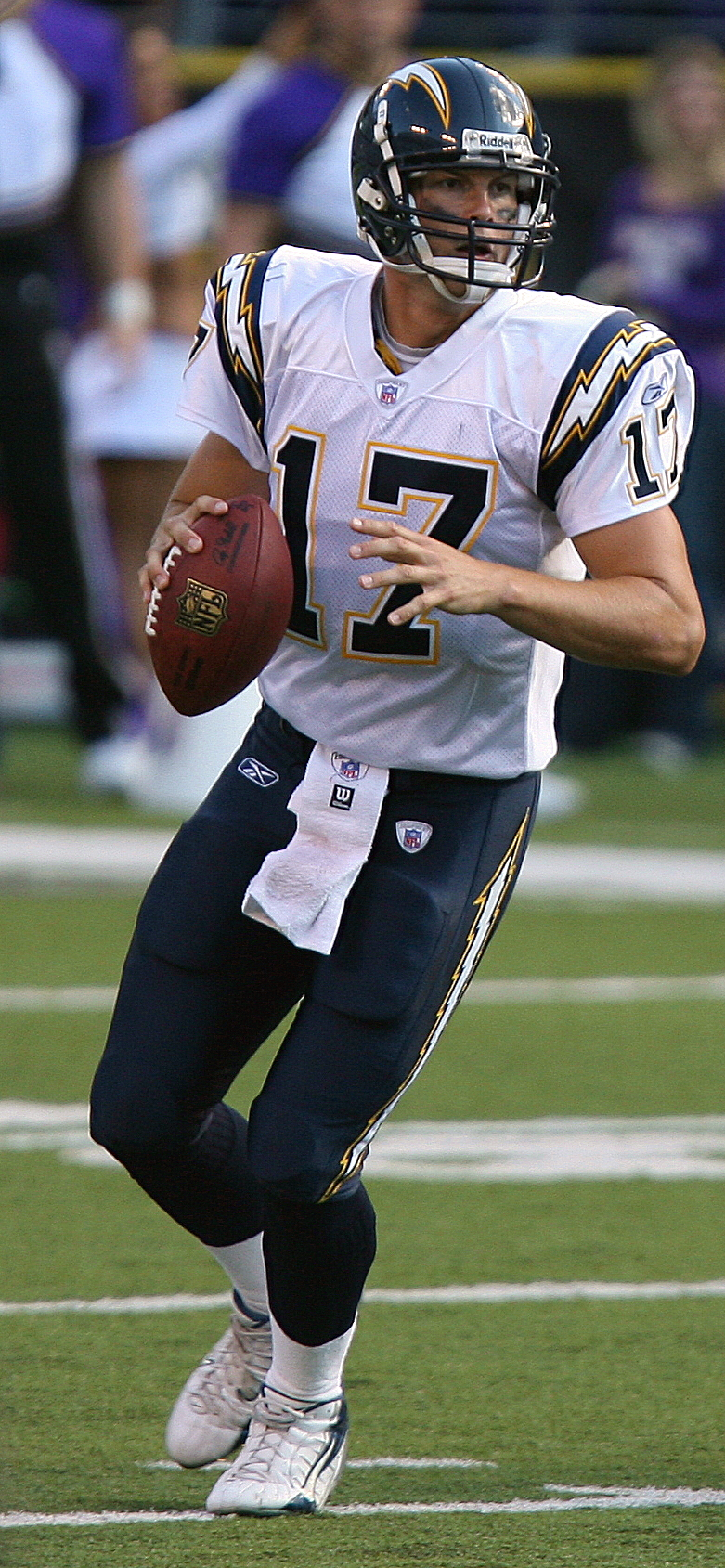
Philip Rivers nel 2006.

Nella stagione 2007, dopo un inizio con una sola vittoria nelle prime quattro partite, i Chargers cambiarono capo-allenatore assumendo Norv Turner.
Rivers chiuse la stagione regolare completando 277 passaggi su 460 tentativi per un totale di 3.152 yard e 21 touchdown, disputando come titolare tutte le 16 partite. I Chargers terminarono con un record di 11-5 vincendo nuovamente il titolo della AFC West division.
Nei playoff la squadra, dopo aver eliminato i Tennessee Titans e gli Indianapolis Colts, perse la finale della AFC ancora contro i Patriots per 21-12. In quella sfida, Rivers scese in campo malgrado una lesione al legamento crociato anteriore, infortunio per il quale avrebbe subito in seguito un'operazioe chirurgica.

#### Stagione 2008

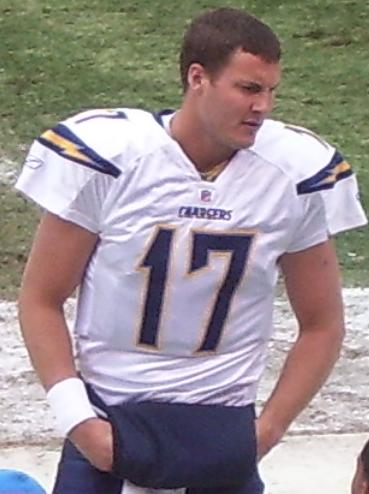
Rivers nel 2008

Nella stagione 2008, Rivers guidò la NFL in passaggi da touchdown, passer rating (105,5) e yard medie guadagnate per passaggio.
Nel divisional round dei playoff contro i Pittsburgh Steelers, Rivers giocò una gara di alto profilo passando 300 yard e 3 touchdown, non riuscendo tuttavia ad evitare la sconfitta dei Chargers per 35-24.

#### Stagione 2009
Il 24 agosto 2009, Rivers firmò un rinnovo contrattuale da 92 milioni di dollari in sei anni, di cui 38 milioni di dollari garantiti.
Il 29 dicembre fu convocato per il secondo Pro Bowl in carriera, chiudendo la stagione con un passer rating di 104,4 (al terzo posto nella lega) con 4.254 yard guadagnate su passaggio, 28 touchdown e 9 intercetti. I Chargers si piazzarono al secondo posto nella AFC con un record di 13-3, qualificandosi per il sesto anno consecutivo ai playoff.
Contro i New York Jets, nel divisional round dei playoff, Rivers chiuse con 27 passaggi completati su 40 tentativi, per un totale di 298 yard con un touchdown e due intercetti subiti, nella sconfitta per 17-14 della sua squadra.

#### Stagione 2010
Nella stagione 2010, Rivers guidò la NFL con 4.710 yard passate (record della carriera), guadagnando la terza convocazione in carriera per il Pro Bowl. Nonostante i suoi numeri, i Chargers non riuscirono a qualificarsi per i play-off, chiudendo tuttavia la stagione con un record vincente di 9-7.
Nella terza settimana, contro i Seattle Seahawks, Rivers passò 455 yard con 2 touchdown nella sconfitta per 20-27. In quella partita, Philip stabilì il record di franchigia per yard passate in una singola gara, superando il precedente primato di Dan Fouts di 444 stabilito nel 1982. A fine stagione, Rivers fu premiato come miglior quarterback della lega dall'associazione NFL Alumni.

#### Stagione 2011
Nella stagione 2011, Rivers passò per 4.624 yard e 27 touchdown che non furono però sufficienti per far qualificare i Chargers ai playoff, dopo che questi chiusero con un record di otto vittorie e otto sconfitte.

#### Stagione 2012
Il 10 settembre, i Chargers iniziarono la stagione con il piede giusto, battendo in trasferta gli Oakland Raiders per 22-14. Rivers completò 24 passaggi su 33 tentativi per 231 yard e un passaggio da touchdown. San Diego vinse anche la seconda gara della stagione superando i Tennessee Titans per 38-10 con Rivers che continuò a giocare bene passando 284 yard, 3 touchdown e un intercetto. Nel turno successivo, San Diego perse la prima gara della stagione contro gli Atlanta Falcons: Rivers passò 173 yard senza touchdown e subendo due intercetti.
Nella settimana 4 i Chargers si portarono su un record di 3-1 con la vittoria sui Kansas City Chiefs: Rivers completò 18 passaggi su 23 per 202 yard, due touchdown e un intercetto. Nella settimana 5 San Diego perse la seconda gara della stagione contro i Saints con il quarterback che passò 354 yard con 2 touchdown e un intercetto.
Nella settimana 6, i Chargers sprecarono un vantaggio di 24-0 sui Denver Broncos alla fine del primo tempo nel Monday Night Football, perdendo 35-24: Rivers giocò una pessima seconda metà di gara subendo 4 intercetti, tre dei quali solo nel terzo periodo.
I Chargers persero la terza gara consecutiva nella settimana 8 con il quarterback che passò 154 yard senza touchdown e intercetti. Nella settimana 10, San Diego perse contro i Buccaneers col quarterback che lanciò tre touchdown ma anche due intercetti, di cui uno nel quarto periodo che pose fine alle speranze di rimonta della sua squadra. Stessa sorte toccò alla squadra nel gara della settimana seguente persa coi Broncos, con altri 2 touchdown e 2 intercetti del quarterback.
Nella settimana 12 San Diego si fece rimontare un vantaggio di 10 punti dai Baltimore Ravens perdendo ai supplementari. Rivers passò 228 yard con un touchdown.
Rivers interruppe una striscia di 4 sconfitte consecutive guidando i Chargers alla vittoria nella settimana 14 sugli Steelers con 200 yard passate e 3 touchdown.
Con la sconfitta contro i Panthers nella settimana 15, per Rivers giunse l'ufficialità della prima stagione con un record negativo dal suo arrivo nella franchigia della California. L'intercetto subito nella gara fu il 21º in stagione e il 46º nelle ultime due annate. Nell'ultima gara dell'anno, Rivers e San Diego superarono gli Oakland Raiders con 155 yard passate e 2 touchdown, terminando con un record di 7-9.

#### Stagione 2013

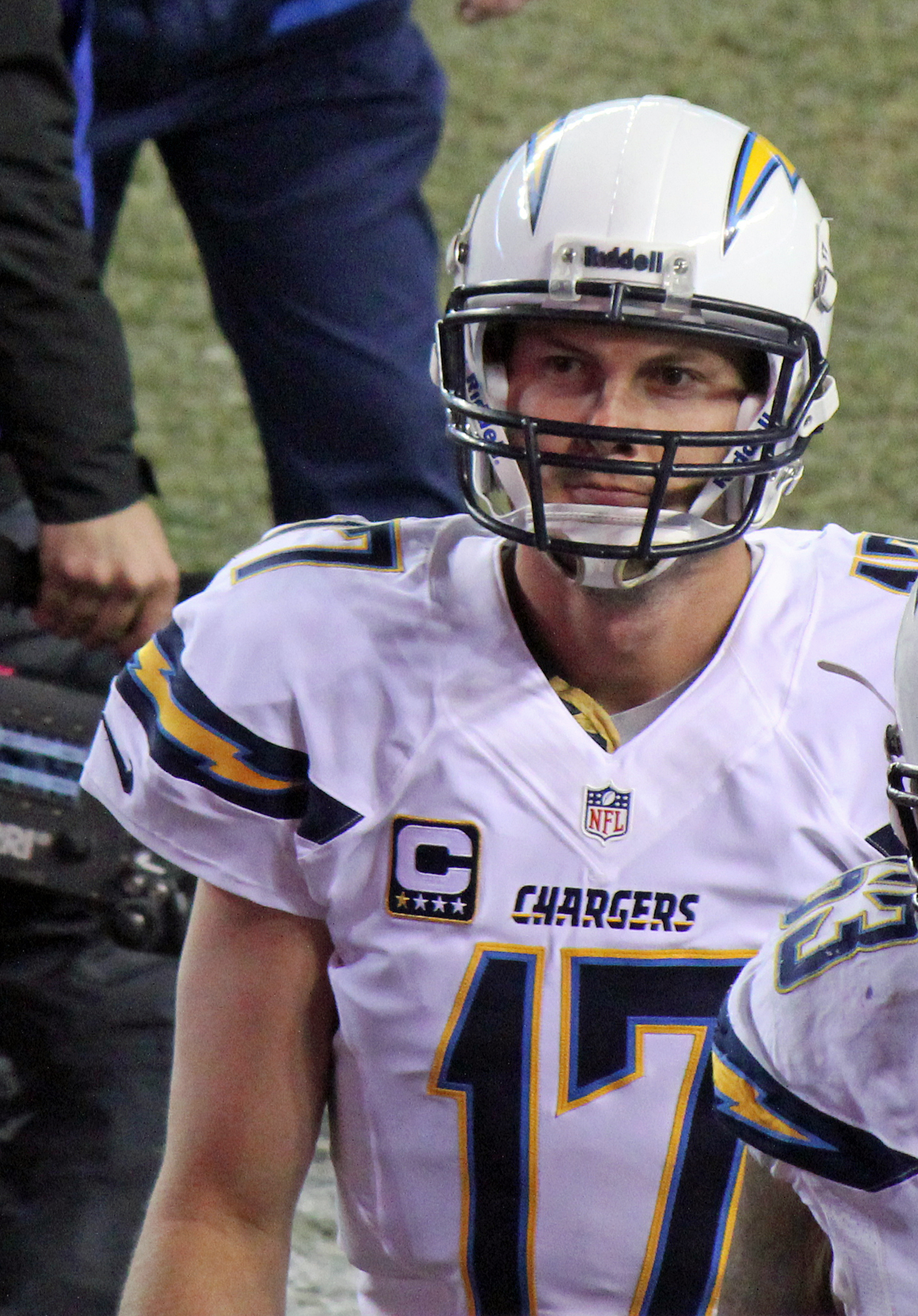
Rivers nel 2013.

Nella settimana 1 i Chargers sprecarono un vantaggio di 21 punti a metà del terzo quarto, venendo sconfitti dagli Houston Texans. Rivers lanciò quattro touchdown nella prima parte della gara ma subì anche l'intercetto che Brian Cushing ritornò in touchdown, pareggiando momentaneamente la partita. Si rifece nella gara successiva disputando una prestazione dominante nella vittoria contro gli Eagles, conclusa con 419 yard e 3 touchdown, tutti per Eddie Royal, venendo premiato come miglior giocatore offensivo della AFC della settimana. Dopo una sconfitta coi Titans, il quarterback disputò un'altra ottima prova battendo nettamente i Dallas Cowboys nella settimana 4 con 401 yard passate e 3 touchdown (un intercetto subito), venendo premiato come giocatore offensivo della AFC della settimana.
Dopo una sconfitta a sorpresa contro i Raiders nella settimana 5, San Diego tornò alla vittoria battendo i Colts nel Monday Night con Rivers che passò 237 yard e un touchdown. La seconda vittoria consecutiva giunse la settimana successiva contro i derelitti Jaguars in cui Rivers giocò una gara quasi perfetta completando i suoi primi 14 passaggi e terminando con 22/26 per 285 yard e un touchdown nella netta vittoria. Dopo questa gara seguì una striscia negativa di tre sconfitte consecutive, interrotta nella settimana 12 battendo i Chiefs, in quel momento in possesso del miglior record della AFC, grazie al passaggio da touchdown vincente di Rivers a 24 secondi dal termine. In una partita dalle mille emozioni, la sua prestazione terminò con 392 yard passate e tre touchdown. Per questa prova fu premiato per la quarta volta in carriera come miglior quarterback della settimana.
Dopo una sconfitta contro i Bengals, i Chargers e Rivers tornarono a vincere nella settimana 14 contro i Giants in cui passò 249 yard e tre touchdown, due dei quali per il rookie Keenan Allen. Il giovedì successivo, in una delle più grosse sorprese dell'anno, San Diego superò i Denver Broncos, la squadra col miglior record della AFC, infliggendo loro la prima sconfitta in casa stagionale. Rivers terminò con 166 yard passate e altri due touchdown per Allen. Con una vittoria sui Raiders nella settimana 16, San Diego salì a un record di 8-7, potendo ancora sperare in un posto come wild card nei playoff. Il 27 dicembre fu premiato con la quinta convocazione al Pro Bowl in carriera. Il 29 dicembre grazie alla vittoria nei tempi supplementari contro i Kansas City Chiefs, privi di molti titolari, Rivers riportò i Chargers ai playoff lanciando 3 touchdown per un totale di oltre 229 yard. La sua stagione regolare si concluse al quinto posto nella lega per yard passate (4.478) e al quarto per passaggi da touchdown (32), con 11 intercetti subiti e un ottimo passer rating di 105,5.
Nel primo turno di playoff i Chargers affrontarono in trasferta i Cincinnati Bengals, i quali erano stati l'unica squadra a concludere la stagione regolare imbattuta in casa. San Diego, dopo aver terminato in svantaggio il primo tempo, sovvertì i pronostici grazie a un parziale di 20-0 nel secondo tempo, andando a vincere per 27-10. Rivers concluse la gara con 12 passaggi completati su 16 per 128 yard e un touchdown. La stagione di San Diego si concluse la domenica successiva con la sconfitta in casa dei Broncos, numero 1 del tabellone della AFC, in cui il quarterback passò 217 yard e 2 touchdown. Il 1º febbraio, Rivers fu premiato con l'NFL Comeback Player of the Year Award e fu votato al 34º posto nella NFL Top 100 dai suoi colleghi.

#### Stagione 2014
I Chargers aprirono la stagione 2014 con una sconfitta in rimonta in casa dei Cardinals in cui Rivers passò 238 yard, un touchdown e subì un intercetto. Si rifecero la settimana successiva giocando una partita quasi perfetta, battendo i Seattle Seahawks campioni in carica, con Rivers che passò 284 yard e 3 touchdown, tutti per Antonio Gates, venendo premiato per la quinta volta in carriera come quarterback della settimana. La domenica seguente, i Chargers in trasferta inflissero la prima sconfitta stagionale ai Bills con 256 yard passate e 2 touchdown del quarterback. La terza vittoria consecutiva giunse contro i Jacksonville Jaguars in cui passò 377 yard e 3 touchdown, vincendo per la seconda volta in stagione il titolo di quarterback della settimana. Quattro giorni dopo fu premiato come miglior giocatore offensivo della AFC del mese di settembre, in cui passò 1.115 yard, nove touchdown e un solo intercetto, con un passer rating di 114,5, il migliore della lega.

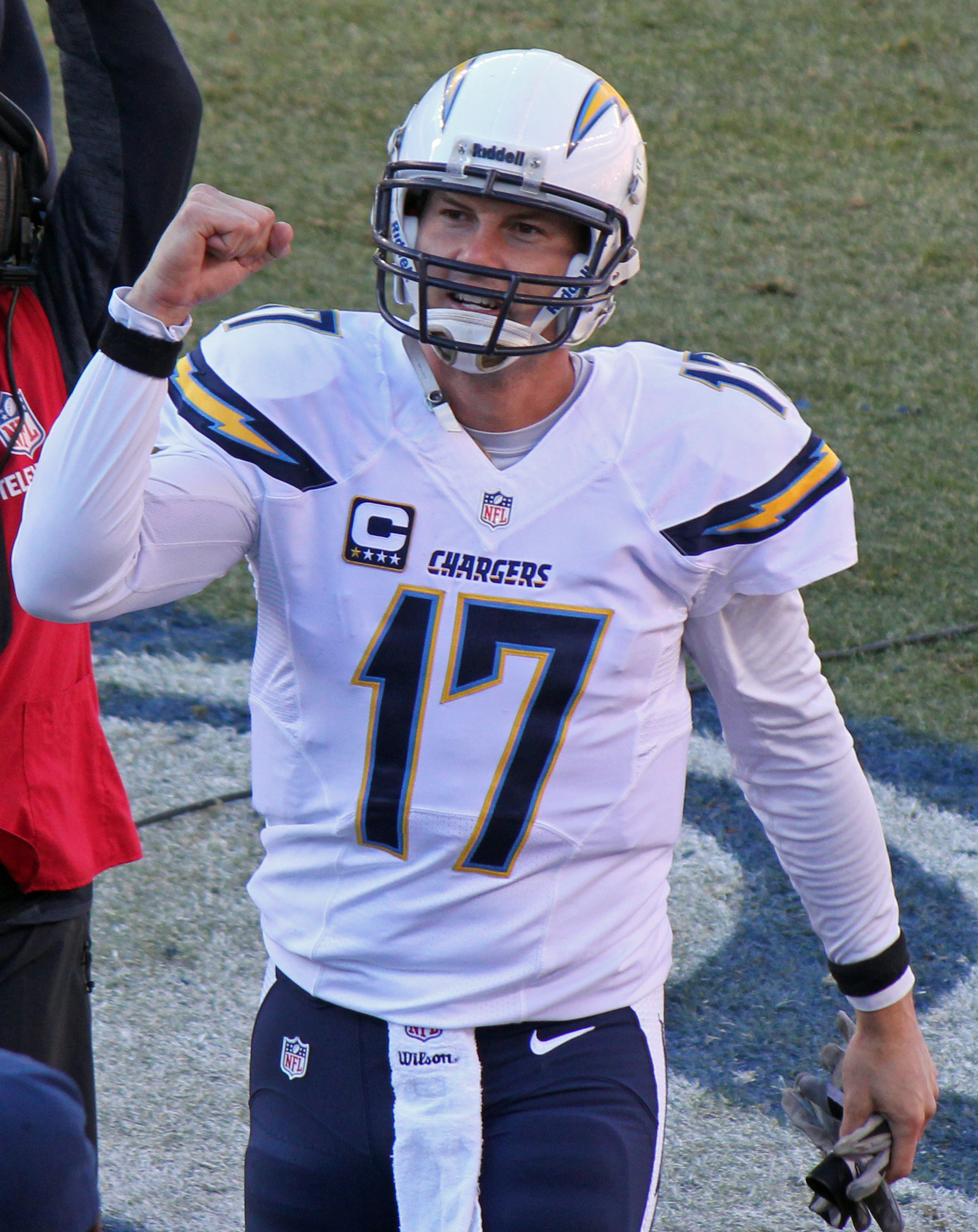
Rivers nel 2014

La quarta vittoria consecutiva per San Diego giunse nella settimana 5 per 31-0 sui Jets, dove Philip passò 288 yard, 3 touchdown e il secondo intercetto stagionale. Nella vittoria più difficoltosa del previsto contro i Raiders, Rivers terminò con un passer rating sopra il 120 per la quinta gara consecutiva, stabilendo un nuovo record NFL. Superò il vecchio primato di quattro stabilito da Johnny Unitas nel 1965 e Kurt Warner nel 2009. Per i Chargers seguì però un periodo negativo in cui persero tre gare consecutive, incluso un pesante 37-0 nella settimana 9 in casa dei Dolphins in cui il quarterback subì tre intercetti.
Dopo la settimana di pausa, la vittoria tornò nella settimana 11 coi Raiders, cui fece seguito una sui Rams in cui Rivers si riprese da un intercetto subito ritornato per 99 yard in touchdown a inizio gara, passando il touchdown da 29 yard del definitivo sorpasso a Keenan Allen nel quarto periodo. Sette giorni dopo, San Diego si trovò in svantaggio per 30-20 in casa dei Ravens a 6 minuti dal termine. La squadra riuscì però a rimontare, culminando nel passaggio da touchdown di Rivers per Eddie Royal a 28 secondi dal termine, per il definitivo 34-33. La sua gara si concluse con 383 yard passate e tre touchdown.
Dopo due sconfitte con New England e Denver, nel penultimo turno San Diego tenne vive le sue flebili speranze di playoff rimontando 21 punti nel secondo tempo e andando a vincere con un field goal ai supplementari contro i 49ers. Rivers passò il touchdown del pareggio, il quarto della sua giornata, a 29 secondi dal termine, concludendo con 356 yard passate e tre intercetti subiti, venendo premiato come giocatore offensivo della AFC della settimana e come quarterback della settimana. Nell'ultima partita, a San Diego sarebbe stata sufficiente una vittoria contro Kansas City per ottenere l'ultimo posto disponibile per i playoff, invece fu sconfitta per 19-7 in una sfida in cui il quarterback passò 291 yard e subì due intercetti. La sua stagione si chiuse con 4.286 yard passate, 31 touchdown e 18 intercetti subiti, quest'ultimo il peggior risultato della lega assieme a Jay Cutler.

#### Stagione 2015
Il 15 agosto 2015, Rivers firmò coi Chargers un rinnovo contrattuale quadriennale del valore di 83,25 milioni di dollari, inclusi 65 milioni garantiti. Nella prima gara dell'anno, i Chargers si trovarono in svantaggio 21-3 contro i Lions ma andarono a segnare 30 punti consecutivi, vincendo per 33-28. Rivers completò 35 passaggi su 42 per 404 yard e 2 touchdown. 15 di quei passaggi furono per Keenan Allen, che pareggiò il record di franchigia di Kellen Winslow del 1984. Per questa prova fu premiato come quarterback della settimana per la nona volta in carriera. Sette giorni dopo superò Dan Fouts come recordman di tutti i tempi per passaggi da touchdown nella storia dei Chargers. Nel quarto turno, Rivers passò 358 yard e 3 touchdown nella vittoria interna sui Browns che gli valsero il premio di giocatore offensivo della AFC della settimana e di quarterback della settimana.
Nel sesto turno, Rivers stabilì i nuovi primati di franchigia per yard passate (503), passaggi tentati (65) e completati (43) al Lambeau Field, da cui i Chargers però uscirono sconfitti. Per la terza volta in stagione, grazie a questa prova, fu premiato come quarterback della settimana. Nella settimana 8, Rivers stabilì un nuovo record dei Chargers con la quinta gara consecutiva da oltre 300 yard passate, ma San Diego perse la quarta consecutiva, precipitando a un record di 2-6. La striscia negativa si estese a sei gare, fino al ritorno della vittoria nella settimana 12 in casa dei Jaguars, in cui passò 300 yard e 4 touchdown che gli permisero di superare Joe Montana e Vinny Testaverde all'undicesimo posto nella classifica di tutti i tempi per TD passati.

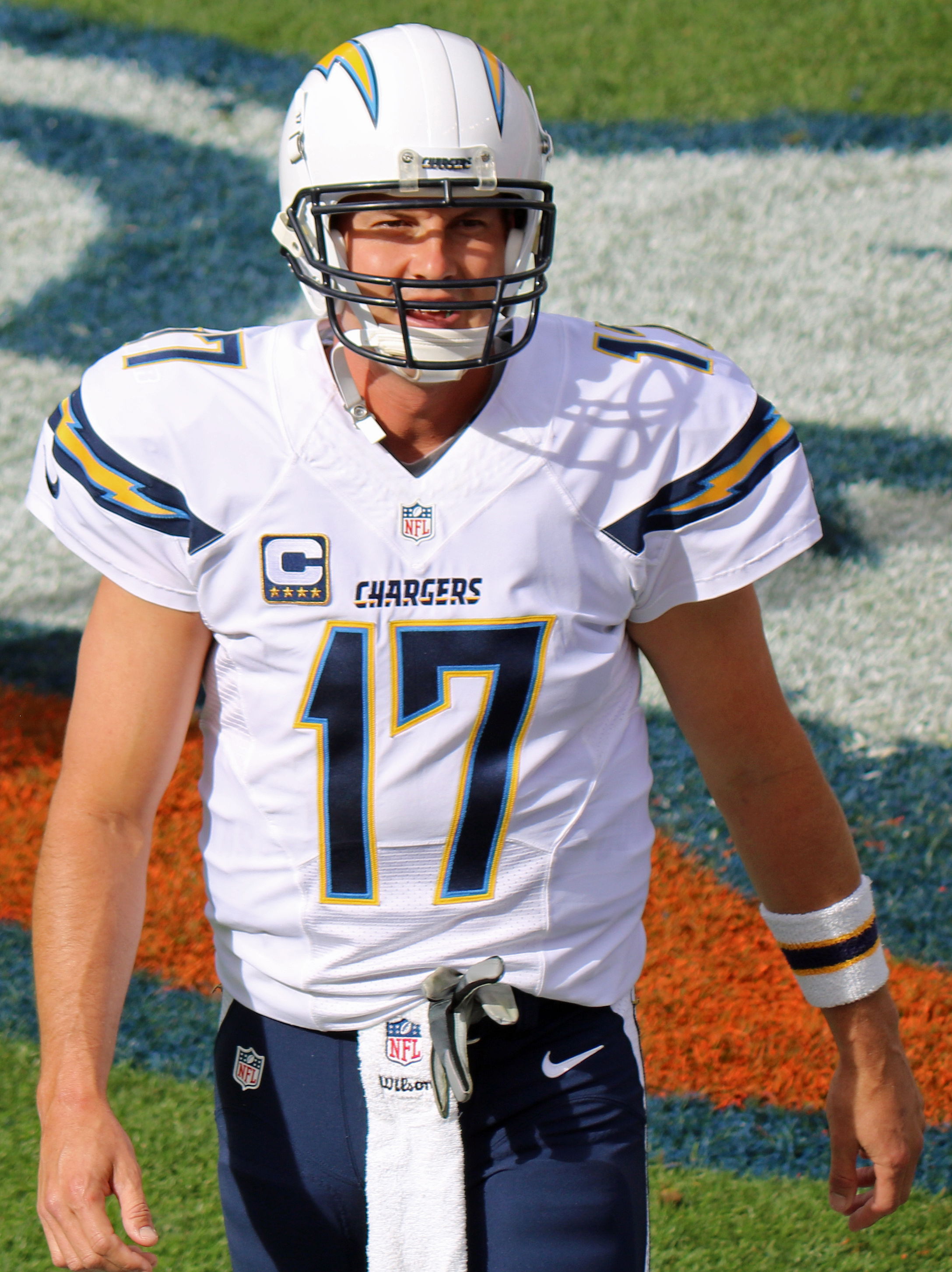
Rivers nel 2016

Dopo altre due sconfitte, Rivers e i Chargers, coinvolti nelle insistenti voci di un possibile trasferimento a Los Angeles e all'ipotetica ultima gara della loro storia al Qualcomm Stadium, batterono i Dolphins in una gara in cui il quarterback passò tre touchdown, tutti per Danny Woodhead. La sua annata si chiuse guidando la NFL in passaggi tentati (661) e completati (437) e al secondo posto con 4.792 yard passate, con 29 touchdown e 13 intercetti, mentre i Chargers terminarono all'ultimo posto della division con un bilancio di 4-12.

#### Stagione 2016
Il 2016 fu l'ultima stagione dei Chargers a San Diego. Nel secondo turno, Rivers fu premiato come quarterback della settimana dopo avere passato 220 yard e 4 touchdown nella vittoria per 38-14 sui Jaguars. Il 13 ottobre superò Dan Fouts come leader di tutti i tempi dei Chargers per yard passate in carriera. Il 13 novembre, nella sconfitta coi Miami Dolphins, divenne il nono giocatore della storia a passare 300 touchdown in carriera. La sua annata si chiuse al quinto posto della lega con 4.386 yard passate e al quarto con 33 passaggi da touchdown. I suoi 21 intercetti subiti furono invece il peggior risultato della NFL e della sua carriera, venendo tuttavia convocato per il Pro Bowl dopo la defezione per infortunio di Ben Roethlisberger. Per i Chargers fu un'altra stagione avara di soddisfazioni, terminata con 5 vittorie e 11 sconfitte all'ultimo posto della propria division. A fine anno, la squadra ufficializzò il suo trasferimento a Los Angeles.

#### Stagione 2017
I Chargers iniziarono la prima stagione nella nuova città con quattro sconfitte consecutive prima di battere in trasferta i Giants in una gara in cui Rivers passò 258 yard e 3 touchdown. In quella partita superò Fran Tarkenton al decimo posto di tutti i tempi per yard passate in carriera. La terza vittoria consecutiva, contro i Denver Broncos, fu per Rivers la centesima della carriera. Il 23 novembre, nella gara del Giorno del Ringraziamento, passò un massimo stagionale di 443 yard con 3 touchdown nella vittoria sui Dallas Cowboys, terminando con un passer rating di 149,1 e venendo premiato come giocatore offensivo della AFC della settimana e come quarterback della settimana. Nell'ultima gara dell'anno superò le 50.000 yard passate in carriera e fu nuovamente premiato come giocatore offensivo e come quarterback della settimana dopo avere passato 387 yard e 3 touchdown ma i Chargers, nonostante la vittoria sui Raiders e un record di 9-7, rimasero fuori dai playoff. A fine stagione fu convocato per il suo settimo Pro Bowl dopo essersi classificato secondo nella NFL con 4.515 yard passate.

#### Stagione 2018
La stagione 2018 fu una delle migliori di Rivers a livello statistico in carriera. Nella settimana 12 stabilì un record NFL completando i primi 25 passaggi, superando il vecchio primato di Mark Brunell del 2006. La sua gara terminò con 28 passaggi completati su 29 (96,6%) nella vittoria per 45-10 sugli Arizona Cardinals, superando il record di completamento del 92,3% precedentemente stabilito da Kurt Warner., venendo premiato come giocatore offensivo della AFC della settimana. Tale primato fu superato l'anno seguente da Drew Brees. Nel tredicesimo turno fu premiato come quarterback della settimana dopo 299 yard passate e 2 touchdown nella vittoria per 33-30 sugli Steelers.
Nell'anticipo del 15º turno, con i Chiefs in svantaggio di due touchdown a quattro minuti dal termine contro i Chiefs, Rivers passò due TD, portando i Chargers alla vittoria in rimonta e alla prima qualificazione ai playoff dal 2013, venendo premiato come QB della settimana. A fine stagione fu convocato per il suo ottavo Pro Bowl dopo avere chiuso una delle migliori annate a livello statistico con 4.308, 32 touchdown e 12 intercetti. Nei playoff i Chargers batterono i Ravens, venendo eliminati nel turno successivo dai Patriots.

#### Stagione 2019

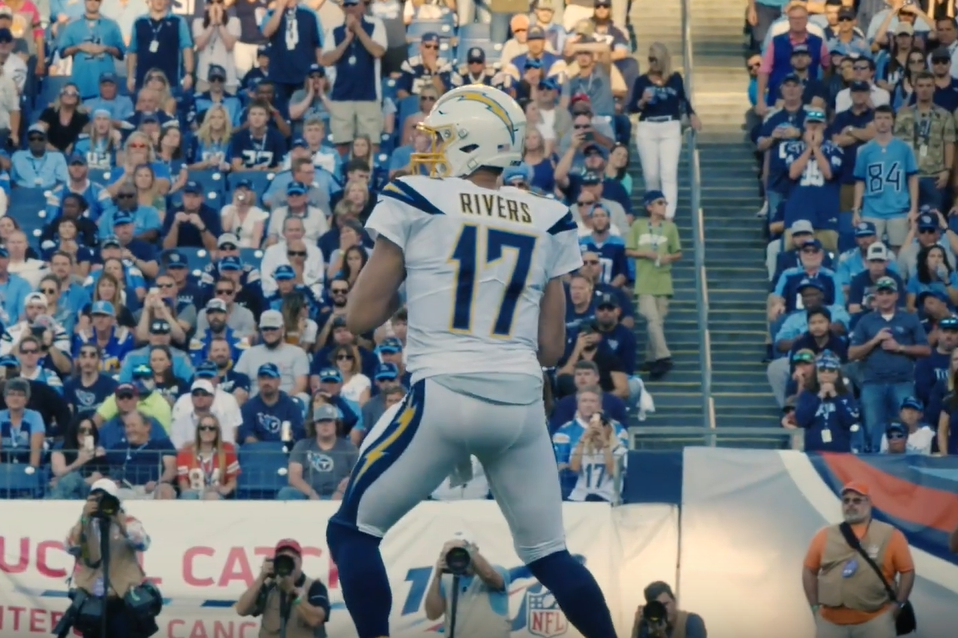
Rivers nel 2019 contro i Titans

Nel 2019 i Chargers erano considerati da alcuni analisti come una possibile candidata al Super Bowl ma terminarono con un record di 5-11 all'ultimo posto della division. Rivers si piazzò quarto nella NFL con 4.615 yard passate ma fu anche il terzo peggiore della lega con 20 intercetti subiti. Il 10 febbraio 2020, i Chargers annunciarono la rescissione consensuale del contratto di Rivers che sarebbe divenuto free agent per la prima volta in carriera. Il quarterback lasciò come leader di tutti i tempi della franchigia in vittorie (123), passaggi completati (4.908), passaggi tentati (7.591), percentuale di completamento (64,7), yard passate (59.271) e passaggi da touchdown (397).

### Indianapolis Colts
Il 17 marzo 2020 Rivers firmò con gli Indianapolis Colts un contratto di un anno del valore di 25 milioni di dollari. Nella prima partita con una nuova maglia il quarterback sembrò in controllo del nuovo attacco ma le troppe occasioni sprecate portarono a una sconfitta a sorpresa contro i Jacksonville Jaguars. Nella settimana 3 Rivers divenne il sesto giocatore della storia a passare 400 touchdown in carriera. Nel sesto turno Rivers guidò i Colts a rimontare uno svantaggio di 21-0 contro i Bengals andando a vincere per 31-27 passando 371 yard, tre touchdown e un intercetto. Nella settimana 10 Rivers superò Dan Marino al quinto posto per yard passate in carriera. La sua annata si chiuse con 4.005 yard passate, 23 touchdown e 10 intercetti, portando i Colts ai playoff come wild card, dove furono eliminati dai Buffalo Bills. Il 20 gennaio 2020 Rivers annunciò il suo ritiro.

## Palmarès
- Convocazioni al Pro Bowl: 8

2006, 2009, 2010, 2011, 2013, 2016, 2017, 2018
- NFL Comeback Player of the Year Award: 1

2013
- Leader della NFL in passaggi da touchdown: 1

2008
- Quarterback della settimana: 16

6ª del 2006, 5ª del 2007, 3ª e 6ª del 2008, 12ª del 2013, 2ª, 4ª e 16ª del 2014, 1ª, 4ª e 6ª del 2015, 2ª del 2016, 12ª e 17ª del 2017, 13ª e 15ª del 2018
- Giocatore offensivo della AFC del mese: 4

dicembre 2008, dicembre 2009, ottobre 2010, settembre 2014
- NFL Alumni Quarterback dell'anno: 1

2010
- Club delle 500 yard passate in una singola gara

## Statistiche
|        |         |     |     | Passaggi | Passaggi | Passaggi | Passaggi | Passaggi | Passaggi | Passaggi | Passaggi |
| Anno   | Squadra | P   | PT  | Comp     | Ten      | %        | Yard     | Y/T      | TD       | Int      | Rat      |
| ------ | ------- | --- | --- | -------- | -------- | -------- | -------- | -------- | -------- | -------- | -------- |
| 2004   | SD      | 2   | 0   | 5        | 8        | 62.5     | 33       | 16.5     | 1        | 0        | 110.9    |
| 2005   | SD      | 2   | 0   | 12       | 22       | 54.5     | 115      | 5.2      | 0        | 1        | 50.4     |
| 2006   | SD      | 16  | 16  | 284      | 460      | 61.7     | 3,388    | 7.4      | 22       | 9        | 92.0     |
| 2007   | SD      | 16  | 16  | 277      | 460      | 60.2     | 3,152    | 8.4      | 21       | 15       | 82.4     |
| 2008   | SD      | 16  | 16  | 312      | 478      | 65.3     | 4,009    | 8.4      | 34       | 11       | 105.5    |
| 2009   | SD      | 16  | 16  | 317      | 486      | 65.2     | 4,254    | 8.6      | 28       | 9        | 104.4    |
| 2010   | SD      | 16  | 16  | 357      | 541      | 66.0     | 4,710    | 8.7      | 30       | 13       | 101.8    |
| 2011   | SD      | 16  | 16  | 566      | 582      | 62.9     | 4,624    | 7.9      | 27       | 20       | 88.7     |
| 2012   | SD      | 16  | 16  | 338      | 527      | 64.1     | 3,606    | 6.8      | 26       | 15       | 88.6     |
| 2013   | SD      | 16  | 16  | 378      | 544      | 69.5     | 4.478    | 8.2      | 32       | 11       | 105.5    |
| 2014   | SD      | 16  | 16  | 379      | 570      | 66.5     | 4,286    | 7.5      | 31       | 18       | 93.8     |
| 2015   | SD      | 16  | 16  | 437      | 661      | 66.1     | 4792     | 7.25     | 29       | 13       | 93.8     |
| Totale | Totale  | 164 | 160 | 3,462    | 5,339    | 64.8     | 41,447   | 7.76     | 281      | 135      | 95.5     |